# Hotel Casino Internacional
Casino Internacional es un hotel de la ciudad colombiana de Cúcuta. Tiene 4 estrellas y está afiliado a COTELCO (Asociación Hotelera Colombiana). Está localizado en la Calle 11 No 2E-75, frente al Centro Comercial Ventura Plaza.
Se ubica en el Distrito financiero y comercial de la ciudad, a 8 km del Aeropuerto Internacional Camilo Daza, diagonal al Centro Comercial Ventura Plaza, en una zona rodeada de edificios corporativos, restaurantes, tiendas de moda y lugares de entretenimiento.